# Ривервју (Делавер)
Ривервју (енгл. Riverview) насељено је место без административног статуса у америчкој савезној држави Делавер.

## Демографија
По попису из 2010. године број становника је 2.456, што је 873 (55,1%) становника више него 2000. године.
| Група             | 2000.         | 2010.         |
| Белци             | 1.385 (87,5%) | 1.940 (79,0%) |
| Афроамериканци    | 115 (7,3%)    | 296 (12,1%)   |
| Азијати           | 24 (1,5%)     | 36 (1,5%)     |
| Хиспаноамериканци | 36 (2,3%)     | 99 (4,0%)     |
| Укупно            | 1.583         | 2.456         |